# Lega Pro Prima Divisione 2010/2011
Soutěžní ročník Lega Pro Prima Divisione 2010/11 byl 33. ročník třetí nejvyšší italské fotbalové ligy. Soutěž začala 22. srpna 2010 a skončila 19. června 2011. Účastnilo se jí celkem 36 týmů rozdělené do dvou skupin po 18 mužstev. Z každé skupiny postoupil vítěz přímo do druhé ligy, druhý postupující se probojoval přes play off.
Pro následující sezonu nebyly přijaty tyto kluby:
- ASD Gallipoli Football 1909: v minulé sezóně se umístil na 21. místě ve druhé lize, kvůli finančním problémům hrál v regionální ligu.
- Mantova FC: v minulé sezóně se umístil na 20. místě ve druhé lize, kvůli finančním problémům hrál v nižší lize.
- ASD Perugia Calcio: v minulé sezóně se umístil na 11. místě ve skupině A, kvůli finančním problémům hrál v nižší lize.
- ASD Atletico Arezzo: v minulé sezóně se umístil na 3. místě ve skupině A, kvůli finančním problémům hrál v nižší lize.
- AC Rimini 1912: v minulé sezóně se umístil na 4. místě ve skupině B, kvůli finančním problémům hrál v nižší lize.
- Real Marcianise Calcio: v minulé sezóně se umístil na 10. místě ve skupině B, kvůli finančním problémům přestal klub existovat.
- AS Calcio Figline: v minulé sezóně se umístil na 7. místě ve skupině A, kvůli finančním problémům hrál v regionální ligu.

Z nižší ligy postoupili ještě navíc kluby AC Pavia, SS Barletta Calcio, US Siracusa, Gela Calcio, Bassano Virtus 55 Soccer Team a AS Giovanile Nocerina. Klub AC Pisa 1909 postoupil přímo ze Serie D. Klub Potenza SC který měl v minulé sezoně sestoupit, byl ponechán v soutěži.

## Skupina A
| Poř. | Tým                           | Z  | V  | R  | P  | VG | OG | B   |
| ---- | ----------------------------- | -- | -- | -- | -- | -- | -- | --- |
| 1.   | AS Gubbio 1910 3              | 34 | 20 | 6  | 8  | 48 | 31 | 65  |
| 2.   | Sorrento Calcio               | 34 | 16 | 10 | 8  | 61 | 43 | 58  |
| 3.   | Salernitana Calcio 1919 2     | 34 | 17 | 8  | 9  | 49 | 39 | 54  |
| 4.   | Hellas Verona FC              | 34 | 12 | 14 | 8  | 42 | 30 | 50  |
| 5.   | Spezia Calcio 3               | 34 | 12 | 12 | 10 | 38 | 33 | 47  |
| 6.   | AC Lumezzane 3                | 34 | 12 | 11 | 11 | 34 | 34 | 46  |
| 7.   | AC Reggiana 1919              | 34 | 12 | 9  | 13 | 36 | 37 | 45  |
| 8.   | Calcio Como 3                 | 34 | 10 | 15 | 9  | 41 | 40 | 44  |
| 9.   | SPAL 1907 3                   | 34 | 11 | 11 | 12 | 39 | 37 | 43  |
| 10.  | US Cremonese                  | 34 | 9  | 15 | 10 | 37 | 38 | 42  |
| 11.  | Bassano Virtus 55 Soccer Team | 34 | 10 | 12 | 12 | 26 | 29 | 42  |
| 12.  | AC Pavia                      | 34 | 9  | 12 | 13 | 34 | 45 | 39  |
| 13.  | Ravenna Calcio 1              | 34 | 10 | 12 | 12 | 34 | 41 | 35  |
| 14.  | US Pergocrema 1932 3          | 34 | 7  | 15 | 12 | 30 | 35 | 35  |
| 15.  | AC Monza Brianza 1912         | 34 | 7  | 11 | 16 | 35 | 50 | 32  |
| 16.  | FC Südtirol                   | 34 | 7  | 11 | 16 | 28 | 43 | 32  |
| 17.  | Paganese Calcio 1926          | 34 | 8  | 8  | 18 | 17 | 36 | 32  |
| 18.  | US Alessandria Calcio 1912 4  | 34 | 15 | 12 | 7  | 40 | 28 | 55* |

Poznámky
- Z = Odehrané zápasy; V = Vítězství; R = Remízy; P = Prohry; VG = Vstřelené góly; OG = Obdržené góly; B = Body
- za výhru 3 body, za remízu 1 bod, za prohru 0 bodů.
- 1  Ravenna Calcio bylo odečteno 7 bodů.
- 2  Salernitana Calcio 1919 bylo odečteno 5 bodů.
- 3  AS Gubbio 1910, Spezia Calcio, AC Lumezzane, Calcio Como, SPAL 1907 a US Pergocrema 1932 byl odečten 1 bod.
- 4  US Alessandria Calcio 1912 nejdříve byly odečteny 2 body, po sezoně byl vyloučen za trest při účasti v korupčním skandálu.

|  | Přímý postup do Serie B 2011/12                    |
|  | Play off                                           |
|  | Play out                                           |
|  | Přímý sestup do Lega Pro Seconda Divisione 2011/12 |

### Play off
Boj o postupující místo do Serie B.

#### Semifinále
Hellas Verona FC – Sorrento Calcio 2:0, 1:1

Salernitana Calcio 1919 – US Alessandria Calcio 1912 1:1, 3:1

#### Finále
Hellas Verona FC – Salernitana Calcio 1919 2:0, 0:1
Postup do Serie B 2011/12 vyhrál tým Hellas Verona FC.

### Play out
Boj o udržení v Lega Pro Prima Divisione.
FC Südtirol – Ravenna Calcio 1:0, 1:2

AC Monza Brianza 1912 – US Pergocrema 1932 1:0, 0:1
Sestup do Lega Pro Seconda Divisione 2011/12 měli kluby FC Südtirol a AC Monza Brianza 1912. Nakonec oba kluby zůstali v soutěži v příští sezoně.

## Skupina B
| Poř. | Tým                       | Z  | V  | R  | P  | VG | OG | B  |
| ---- | ------------------------- | -- | -- | -- | -- | -- | -- | -- |
| 1.   | AS Giovanile Nocerina     | 34 | 21 | 9  | 4  | 52 | 30 | 72 |
| 2.   | Benevento Calcio          | 34 | 17 | 10 | 7  | 53 | 40 | 61 |
| 3.   | Atletico Řím FC           | 34 | 17 | 6  | 11 | 52 | 33 | 57 |
| 4.   | Taranto Sport             | 34 | 14 | 13 | 7  | 36 | 28 | 55 |
| 5.   | SS Juve Stabia            | 34 | 16 | 7  | 11 | 43 | 35 | 55 |
| 6.   | US Foggia 3               | 34 | 14 | 5  | 15 | 67 | 58 | 45 |
| 7.   | AS Lucchese Libertas 1905 | 34 | 12 | 8  | 14 | 42 | 38 | 44 |
| 8.   | SS Lanciano               | 34 | 9  | 17 | 8  | 28 | 31 | 44 |
| 9.   | AS Siracusa               | 34 | 12 | 8  | 14 | 32 | 38 | 44 |
| 10.  | AC Pisa 1909              | 34 | 10 | 13 | 11 | 39 | 40 | 43 |
| 11.  | AS Barletta Calcio        | 34 | 9  | 13 | 12 | 32 | 38 | 40 |
| 12.  | Gela Calcio               | 34 | 10 | 10 | 14 | 31 | 42 | 40 |
| 13.  | AS Andria BAT             | 34 | 10 | 9  | 15 | 31 | 37 | 39 |
| 14.  | Cosenza Calcio 1914 1     | 34 | 10 | 14 | 10 | 36 | 38 | 38 |
| 15.  | Ternana Calcio 3          | 34 | 9  | 11 | 14 | 30 | 45 | 36 |
| 16.  | AS Foligno 2              | 34 | 8  | 11 | 15 | 36 | 45 | 31 |
| 17.  | FC Esperia Viareggio      | 34 | 6  | 13 | 15 | 30 | 44 | 31 |
| 18.  | SS Cavese 1919 1          | 34 | 8  | 11 | 15 | 31 | 41 | 29 |

Poznámky
- Z = Odehrané zápasy; V = Vítězství; R = Remízy; P = Prohry; VG = Vstřelené góly; OG = Obdržené góly; B = Body
- za výhru 3 body, za remízu 1 bod, za prohru 0 bodů.
- 1  Cosenza Calcio 1914 a SS Cavese 1919 bylo jim odečteno 6 bodů.
- 2  AS Foligno byly odečteny 4 body.
- 3  US Foggia a Ternana Calcio byly odečteny 2 body.

|  | Přímý postup do Serie B 2011/12                    |
|  | Play off                                           |
|  | Play out                                           |
|  | Přímý sestup do Lega Pro Seconda Divisione 2011/12 |

### Play off
Boj o postupující místo do Serie B.

#### Semifinále
Taranto Sport – Atletico Řím FC 0:1, 3:2

SS Juve Stabia – Benevento Calcio 1:0, 1:1

#### Finále
SS Juve Stabia - Atletico Řím FC 0:0, 2:0
Postup do Serie B 2011/12 vyhrál tým SS Juve Stabia.

### Play out
Boj o udržení v Lega Pro Prima Divisione.
FC Esperia Viareggio – Cosenza Calcio 1914 3:1, 1:0

AS Foligno – Ternana Calcio 1:0, 1:1
Sestup do Lega Pro Seconda Divisione 2010/11 měli kluby Cosenza Calcio 1914 a Ternana Calcio. Nakonec klub Ternana Calcio zůstal v soutěži v příští sezoně.